# 3298 Massandra
3298 Massandra eller 1979 OB15 är en asteroid i huvudbältet som upptäcktes den 21 juli 1979 av den rysk-sovjetiske astronomen Nikolaj Tjernych vid Krims astrofysiska observatorium på Krim. Den har fått sitt namn efter staden Massandra på Krim.
Asteroiden har en diameter på ungefär 10 kilometer.